# 葉漢
葉漢，OBE（1904年—1997年5月7日），中国廣東省廣州府新會县紫坭乡人，港澳著名企業家，一生與賭博結下不解之緣，有“鬼王葉”、“賭聖”之稱。1961年與何鴻燊、霍英東、葉德利等人成功投得澳門博彩業專營權，其後成立澳門賽馬車會、經營東方公主號賭船等，堪稱為澳門的一代賭王。

## 生平

### 幼年至少年
葉漢出生在廣東省江門市紫坭乡的一個陶瓷商家庭，屬一個小康之家。葉漢幼年時期正值辛亥革命成功、以及其後軍閥割據的局面。基於時局動盪，外來軍閥對廣東省所暗藏的財富起了興趣，故於四處都開放賭禁，大街小巷都開滿賭攤。葉漢在這個環境下成長，故自小已接觸賭博。由於他眼光獨到，賭博屢有斬獲，慢慢地對賭便產生了濃厚的興趣。18歲時，葉漢的父親葉紀南將他送到廣州去念中學，21歲輟學，並跟隨其父的朋友葉作鵬到澳門發展。

### 踏足澳門
10多歲到澳門，在誠成賭場從打雜升到巡場。

### 傅老榕時期
受傅老榕賞識，在傅手下任骰寶主任，並被傅派往上海發展賭業。他諳骰子轉動時的聲音，一次一幫賭客賭骰寶屢屢贏錢，傅老榕派葉漢監聽。後來雙方不和，傅老榕派葉漢到越南開賭
。

### 另起爐灶
1946年到香港，自己經營酒樓，又曾在中山石岐及西貢開設賭場，均不成功。

### 賽馬車場
1980年透過世界發展（海外）公司創辦賽馬車會。

### 退出澳娛
1982年將澳門旅遊娛樂公司股份以3億元賣給鄭裕彤，1988年又將賽馬車會以5億元轉售給台灣。

### 晚年
1982年葉漢將自己手上所有的產業都賣給了一位香港富商，1989年，又將底下東方公主號公海賭船賣掉，從此金盆洗手，也結束了和何鴻燊的爭奪戰。人稱賭王的葉漢，到了晚年有了新的領悟，人生如戲，他開始倡導要大家遠離賭博，他曾寫下這樣的打油詩教誨年輕人不要步他後塵，內容是：「大夢誰先覺，平生我自知；博彩緣偶遇，傳世不適宜」。
1997年5月，93歲的葉漢在臨終前還向家人說出了一句不輸的秘訣：「要想永遠不輸，最好的辦法那就是不賭」。

## 榮譽
- 葡萄牙大十字勛章勛爵
- 英國OBE勳章
- 羅馬教廷聖額我略一世劍袍爵士
- 法國騎士級勛章
- 日本瑞寶勛章
- 馬來西亞拿督斯里榮譽
- 澳門東亞大學 (現澳門大學)社會科學系榮譽博士
- 天津市榮譽市民
- 廣州市榮譽市民

## 軼事
傳聞葉漢乃真正賭術高手，尤精於聽辨骰子聲音以知曉其點數。後來澳門賭場所有骰寶盅底裝有絨布，據聞就是葉漢所發明，用以杜絕當年橫掃賭場之“聽骰黨”。

## 以葉漢及其家族成員冠名的學校
- 佛教葉紀南紀念中學
- 慈幼葉漢小學
- 慈幼葉漢千禧小學

## 影視媒體形象
- - 1992年電影《賭城大亨之新哥傳奇》、《賭城大亨II之至尊無敵》中，劉兆銘飾演聶傲天，以葉漢為原型。